# 薛伯青
薛伯青（1910年—1989年），原名薛荣涛，又名薛文青（一作章文青），男，江苏武进人，中国电影摄影师，曾任中国电影家协会理事，